# Chaoilta hollowayi
Chaoilta hollowayi är en stekelart som beskrevs av Donald L.J. Quicke 1991. Chaoilta hollowayi ingår i släktet Chaoilta och familjen bracksteklar. Inga underarter finns listade i Catalogue of Life.